# راندي شتاين
راندي شتاين (بالإنجليزية: Randy Stein)‏ هو لاعب كرة قاعدة أمريكي، ولد في 7 مارس 1953 في بومونا في الولايات المتحدة، وتوفي في 12 ديسمبر 2011 في رانتشو كوكامونغا في الولايات المتحدة بسبب مرض آلزهايمر.

## وصلات خارجية
- راندي شتاين على موقعبيزبول رفرنس.كوم (الدوري الرئيسي) (الإنجليزية)
- راندي شتاين على موقعبيزبول رفرنس.كوم (الدوري الثانوي) (الإنجليزية)